# Мало ропско језеро
Мало ропско језеро (енгл. Lesser Slave Lake) је еутрофно језеро у централним деловима канадске провинције Алберта. Са површином акваторије од 1.168 км² друго је по величини језеро у провинцији (после језера Клер). Укупна површина слива језера је 13.900 км². Просечна дубина језера је 11,4 метра а максимална дубина је до 20,5 метара.
Вода из језера се одводи ка сливу реке Атабаске преко Мале ропске реке која отиче из језера на истоку. Неколико мањих водотока храни језеро водом из својих корита.
На југоисточним обалама језера налази се малена варошица Слејв Лејк. 
Језеро се налази на рути миграције бројних птица те је веома популарна орнитолошка локација.